# Перашек, Мэттью
Мэ́ттью (Мэтт) Пера́шек (англ. Matthew Perushek, Matt Perushek; род. 8 декабря 1987, Эвлет, Миннесота) — американский кёрлингист.

## Достижения
- Чемпионат мира по кёрлингу среди юниоров: золото (2008), бронза (2009).
- Чемпионат США по кёрлингу среди юниоров: золото (2007, 2008, 2009).

## Команды
| Сезон   | Четвёртый  | Третий         | Второй         | Первый          | Запасной                         | Турниры                         |
| ------- | ---------- | -------------- | -------------- | --------------- | -------------------------------- | ------------------------------- |
| 2006—07 | Крис Плайс | Андерс Брорсон | Мэттью Перашек | Joel Cooper     | Josh Bahr тренер: Филл Дробник   | ЧСШАЮ 2007 · ЧМЮ 2007 (5 место) |
| 2008    | Крис Плайс | Андерс Брорсон | Мэттью Перашек | Мэттью Хэмилтон | Daniel Plys тренер: Филл Дробник | ЧСШАЮ 2008 · ЧМЮ 2008           |
| 2008—09 | Крис Плайс | Андерс Брорсон | Мэттью Перашек | Мэттью Хэмилтон | Aaron Wald тренер: Филл Дробник  | ЧСШАЮ 2009 · ЧМЮ 2009           |

(скипы выделены полужирным шрифтом)

## Частная жизнь
Начал заниматься кёрлингом в 1995, в возрасте 8 лет.
Окончил университет Хэмлайн (en:Hamline University). Работает адвокатом.